# WDR24
WDR24‏ (WD repeat domain 24) هوَ بروتين يُشَفر بواسطة جين WDR24 في الإنسان.